# Pays de Blain communauté
Pays de Blain Communauté est une intercommunalité française, située dans le département de la Loire-Atlantique et la région Pays de la Loire. Son siège se trouve dans l'ancien bâtiment voyageurs de la gare de Blain.
Les quatre communes font partie de la Bretagne historique.
Elle est membre du pôle métropolitain Nantes - Saint-Nazaire.

## Histoire
La communauté de communes a été créée le 18 décembre 2001 par arrêté préfectoral et regroupait toutes les communes du canton de Blain ainsi que La Chevallerais, Héric et Plessé, soit huit communes. Elle a succédé au SIVOM de la Région de Blain, fondé en février 1972 et transformé en district en 1994 (arrêté du 8 décembre 1993). Celui-ci compte alors six communes :
- Blain
- Bouvron
- Fay-de-Bretagne
- Le Gâvre
- Notre-Dame-des-Landes
- Héric

Cette même année, La Chevallerais et Plessé rejoignent l'intercommunalité.
Début 2002, Fay-de-Bretagne, Héric et Notre-Dame-des-Landes quittent l'intercommunalité pour rejoindre la communauté de communes d'Erdre et Gesvres nouvellement créée puis le 1er janvier 2006, c'est au tour de Plessé de quitter la CCRB pour intégrer la communauté de communes du pays de Redon. À partir de cette date, la communauté de communes ne regroupe plus que quatre communes : Blain, Bouvron, La Chevallerais et Le Gâvre.
Depuis le 1er juillet 2012, Pays de Blain communauté fait aussi partie du Pôle métropolitain Nantes - Saint-Nazaire.

## Identité visuelle
- Si vous ne connaissez pas le sujet, laissez ce bandeau (vous pouvez alors contacter les auteurs).
- Si vous supprimez le contenu mis en cause (vous pouvez préalablement contacter les auteurs),

argumentez précisément cette suppression dans la page de discussion
(un manque de référence n'est pas un argument ; une recherche réelle de référence doit avoir été effectuée, être formellement documentée).
En décembre 2010, la Communauté de communes de la Région de Blain change de logo et utilise la dénomination « Pays de Blain » pour communiquer à l'extérieur. Son nom administratif est Communauté de Communes de la Région de Blain (CCRB) et sa marque de territoire est Pays de Blain.

En mars 2022, elle devient Pays de Blain Communauté et se dote d'une nouvelle identité visuelle, qui se compose du nom simplifié et de quatre pictogrammes (correspondant au nombre de communes) qui convergent et s’associent comme les pièces d’un puzzle pour former un tout. Leur symbolique n’est pas représentative d’une commune en particulier, mais d’éléments identitaires qui participent à son attractivité et à son équilibre : eau, nature, patrimoine, lieux de vie.

Ancien logo.
Ancien logo (2010 - 2022).
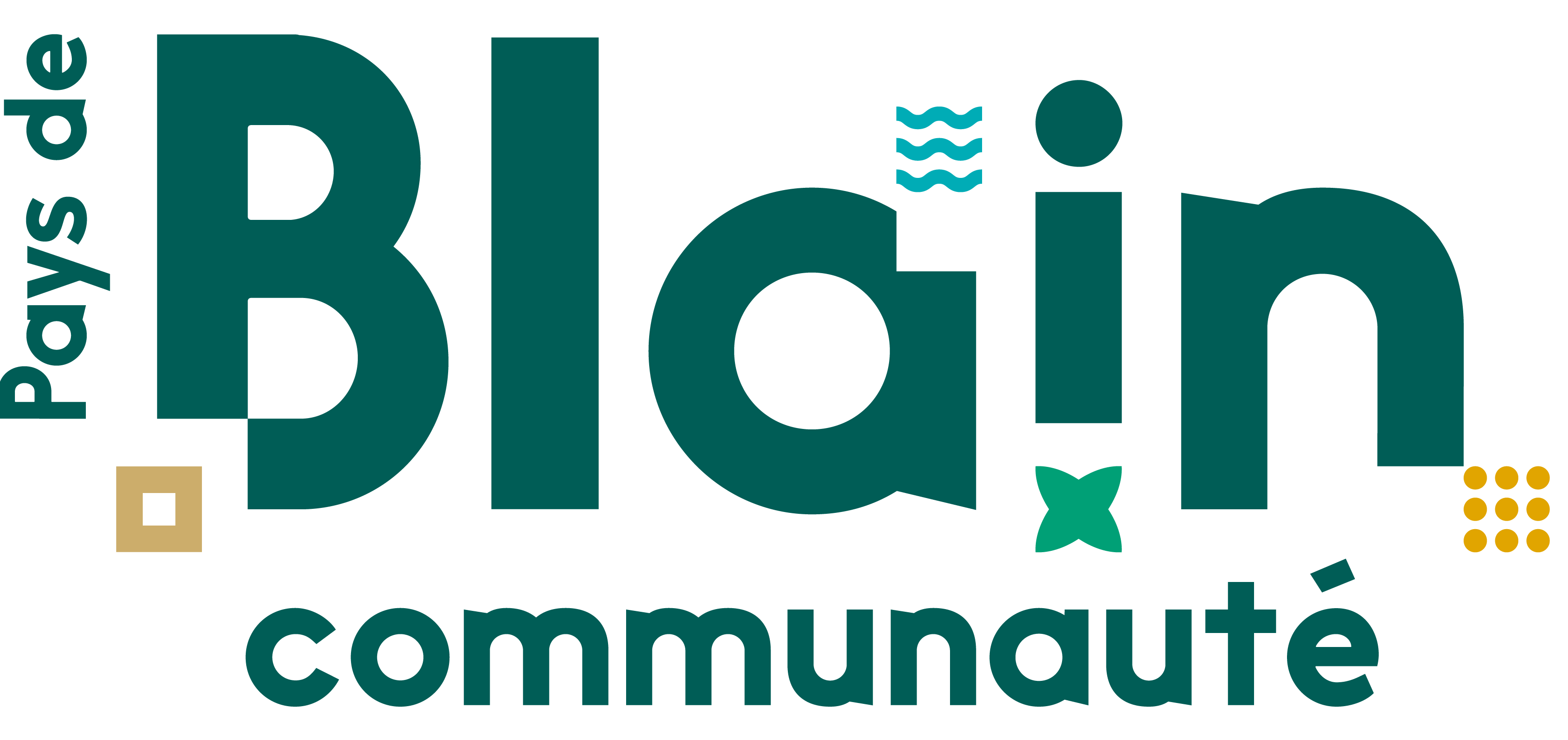
Logo actuel (depuis mars 2022).

## Territoire communautaire

### Géographie
Située au centre  du département de la Loire-Atlantique, la communauté de communes regroupe 4 communes et présente une superficie de 213,2 km2.

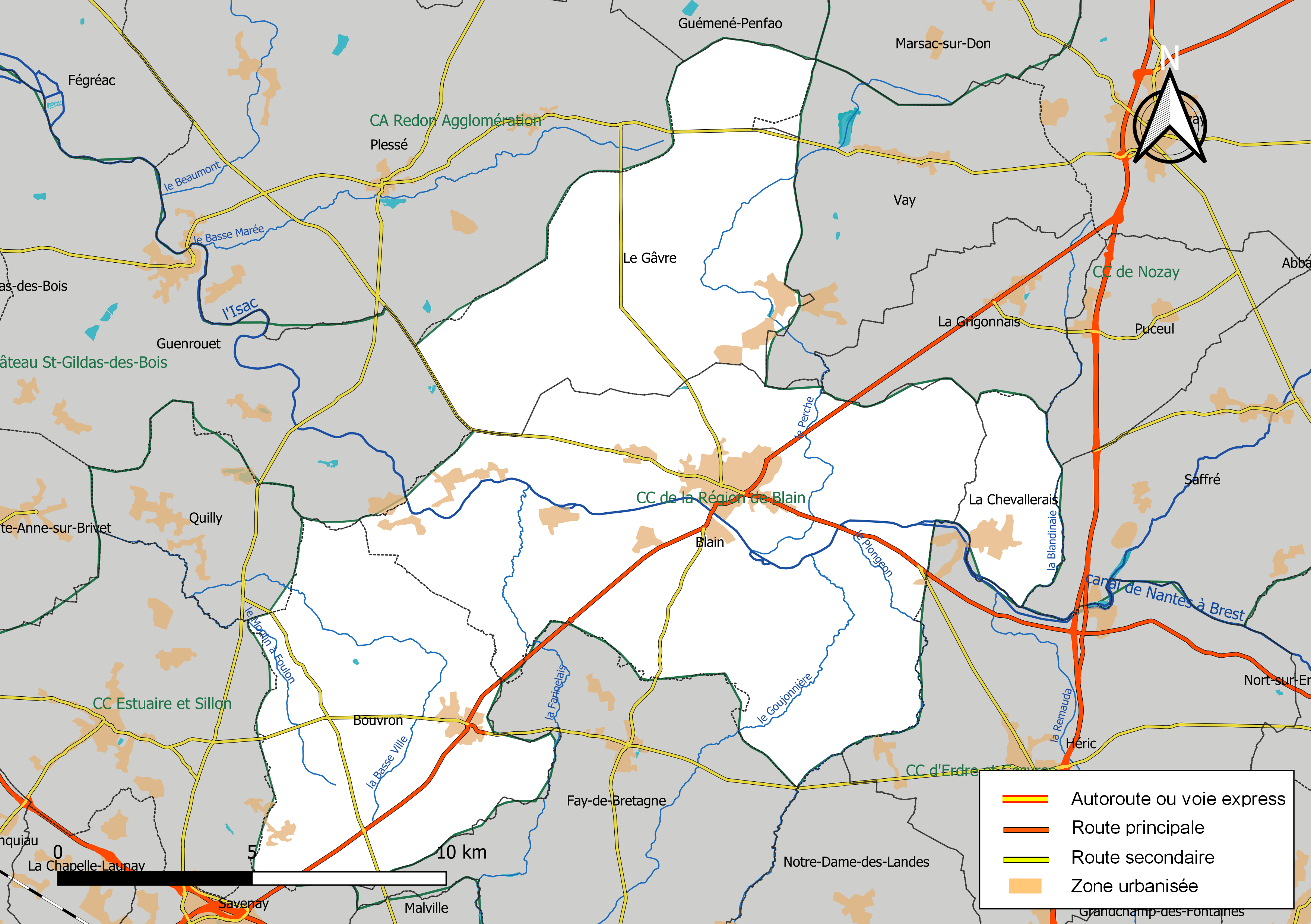
Carte de la communauté de communes de la Région de Blain au 1er janvier 2019.

### Composition

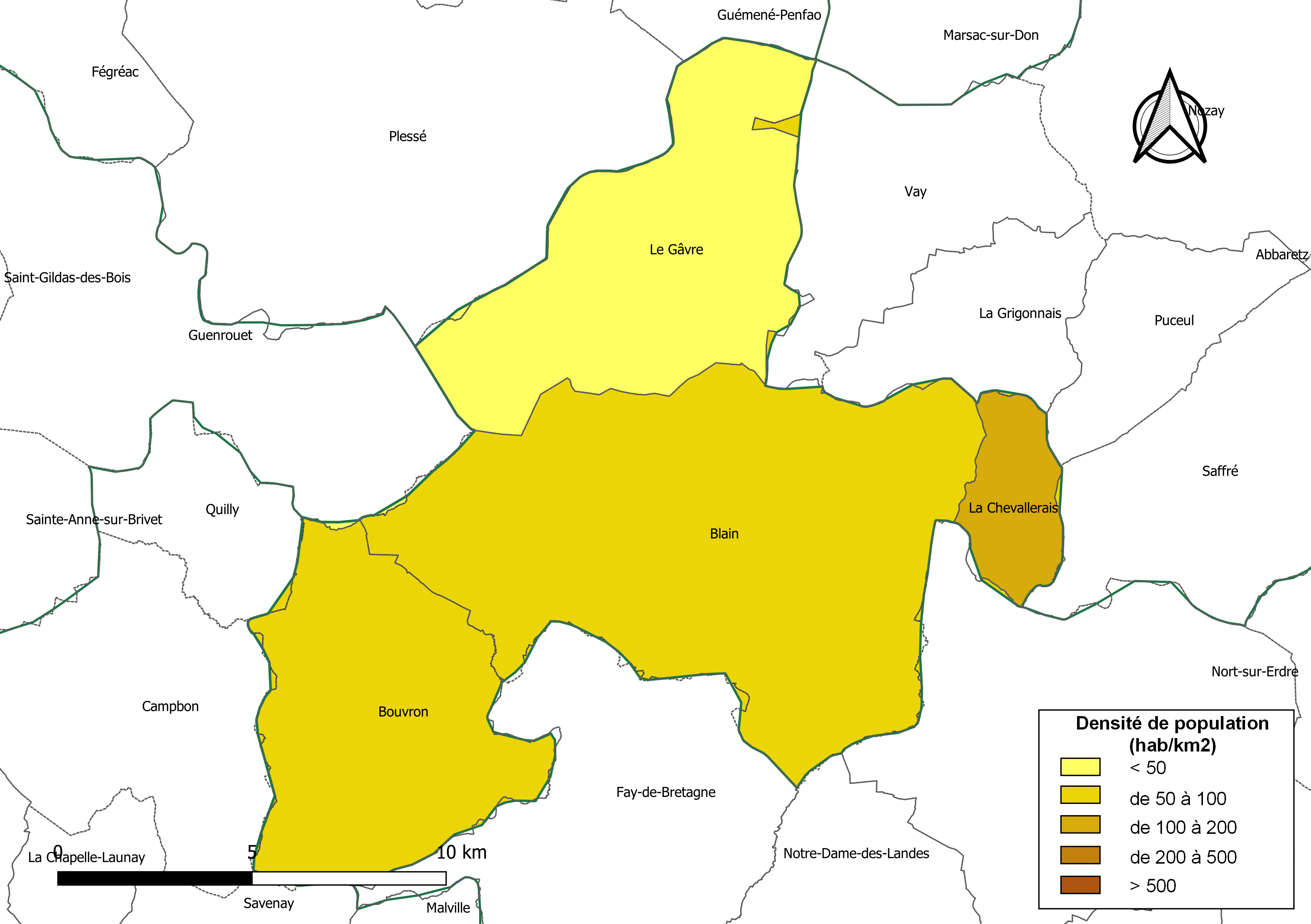
Carte des densités de population (millésimée 2016) des communes de la Communauté de communes de la Région de Blain. Composition en communes au 1er janvier 2019.

La communauté de communes est composée des 4 communes suivantes :

| Nom             | Code Insee | Gentilé          | Superficie (km2) | Population (dernière pop. légale) | Densité (hab./km2) |
| --------------- | ---------- | ---------------- | ---------------- | --------------------------------- | ------------------ |
| Blain (siège)   | 44015      | Blinois          | 101,72           | 10 352 (2022)                     | 102                |
| Bouvron         | 44023      | Bouvronnais      | 47,63            | 3 067 (2022)                      | 64                 |
| La Chevallerais | 44221      | Chevalleraisiens | 10,23            | 1 559 (2022)                      | 152                |
| Le Gâvre        | 44062      | Gâvrais          | 53,58            | 1 880 (2022)                      | 35                 |

Elle administre un territoire de 213,16 km2.

### Démographie
| 1968   | 1975   | 1982   | 1990   | 1999   | 2010   | 2015   | 2016   | 2017   |
| ------ | ------ | ------ | ------ | ------ | ------ | ------ | ------ | ------ |
| 10 697 | 10 768 | 11 138 | 11 483 | 11 741 | 15 231 | 16 071 | 16 165 | 16 253 |

| 2018   | 2019   | - | - | - | - | - | - | - |
| ------ | ------ | - | - | - | - | - | - | - |
| 16 319 | 16 379 | - | - | - | - | - | - | - |

## Administration

### Siège
Le siège de la communauté de communes est à Blain, 1 avenue de la Gare.

### Tendances politiques
| Commune         | Maire                | Étiquette | Étiquette |
| --------------- | -------------------- | --------- | --------- |
| Blain           | Jean-Michel Buf      |           | DVD       |
| Bouvron         | Emmanuel Van Brackel |           | SE        |
| La Chevallerais | Tiphaine Arbrun      |           | DVG       |
| Le Gâvre        | Nicolas Oudaert      |           | DVG       |

### Conseil communautaire
Les 26 conseillers titulaires sont ainsi répartis selon le droit commun comme suit : 
| Nombre de délégués | Communes                  |
| ------------------ | ------------------------- |
| 13                 | Blain                     |
| 7                  | Bouvron                   |
| 3                  | La Chevallerais, Le Gâvre |

### Élus
La communauté de communes est administrée par son conseil communautaire constitué en 2020 de 26 conseillers communautaires, qui sont des conseillers municipaux représentant chacune des communes membres.
À la suite des élections municipales de 2020 dans la Loire-Atlantique, le conseil communautaire du 4 juillet 2020 a élu sa présidente, Rita Schladt, conseillère municipale de Blain, ainsi que ses 5 vice-présidents. À cette date, la liste des vice-présidents est la suivante : 
|                     | Attributions                                     | Identité             | Qualité                                 |
| ------------------- | ------------------------------------------------ | -------------------- | --------------------------------------- |
| 1er                 | Développement économique                         | Nicolas Oudaert      | Maire du Gâvre                          |
| 2e                  | Environnement                                    | Jean-Michel Buf      | Maire de Blain, conseiller régional     |
| 3e                  | Animations et solidarités territoriales          | Aurélien Douchin     | Conseiller municipal de La Chevallerais |
| 4e                  | Aménagement du territoire                        | Philippe Caillon     | Adjoint au maire de Blain               |
| 5e                  | Finances, marchés publics et contractualisations | Emmanuel Van Brackel | Maire de Bouvron                        |
| Élus communautaires |                                                  |                      |                                         |
|                     |                                                  | Francis Blanchard    | Adjoint au maire de Bouvron             |
| Tiphaine Arbrun     | Maire de La Chevallerais                         |                      |                                         |
| Anne Carré          | Adjointe au maire du Gâvre                       |                      |                                         |

Ensemble, ils forment le bureau communautaire pour la période 2020-2026.

### Liste des présidents
| Période                                    | Période       | Identité         | Étiquette | Qualité |
| ------------------------------------------ | ------------- | ---------------- | --------- | --- |
| Syndicat intercommunal à vocation multiple |               |                  |           | |
| 1972                                       | 1993          | Jean Hervy       | DVD       | Responsable commercial Maire de Bouvron (1965 → 1989) Conseiller général de Blain (1967 → 1992) Réélu en 1977, 1983 et 1989      |
| District                                   |               |                  |           | |
| 1993                                       | juillet 1995  | Jean Hervy       | DVD       | Ancien maire de Bouvron (1965 → 1989)                                                                                            |
| juillet 1995                               | juin 2001     | Marcel Busson    | DVD       | Ancien maire de Blain (1983 → 1995)                                                                                              |
| Communauté de communes                     |               |                  |           | |
| juin 2001                                  | novembre 2003 | Daniel Boistuaud | DVG       | Retraité SNCF Maire de La Chevallerais (1989 → 2008) Démissionnaire                                                              |
| novembre 2003                              | avril 2014    | Marcel Verger    | PS        | Ingénieur en agriculture et environnement Maire de Bouvron (2001 → 2020) Conseiller général de Blain (2004 → 2015) Réélu en 2008 |
| avril 2014,                                | juillet 2020  | Gérard Dréno     | PS        | Cadre télécom Premier adjoint au maire de Bouvron                                                                                |
| juillet 2020                               | En cours      | Rita Schladt     | EÉLV      | Professeure d’allemand Conseillère municipale de Blain (2008 → )                                                                 |

### Régime fiscal et budget
La communauté de communes est un établissement public de coopération intercommunale à fiscalité propre.
Afin de financer l'exercice de ses compétences, l'intercommunalité perçoit la fiscalité professionnelle unique (FPU) – qui a succédé à la taxe professionnelle unique (TPU) – et assure une péréquation de ressources entre les communes résidentielles et celles dotées de zones d'activité.

### Effectifs
Afin de mettre en œuvre ses compétences, l'intercommunalité employait 62 agents en 2021.